# برایس پرایری (ویسکانسین)
برایس پرایری (به انگلیسی: Brice Prairie) یک منطقهٔ مسکونی در ایالات متحده آمریکا است که در اونلاسکا(شهر) واقع شده‌است. برایس پرایری ۱۱٫۷ کیلومتر مربع مساحت و ۱٬۸۸۷ نفر جمعیت دارد و ۲۰۳ متر بالاتر از سطح دریا واقع شده‌است.